# Legione Proletaria Filippo Corridoni
La Legione Proletaria Filippo Corridoni fu una formazione antifascista operante nel 1922 a Parma.

## Storia
La Legione Proletaria Filippo Corridoni si batté durante i Fatti di Parma insieme agli Arditi del Popolo, sotto la guida di Antonio Cieri e di Vittorio Picelli, fratello di Guido contro le squadre d'azione guidate da Italo Balbo.
In questo periodo Alceste de Ambris, che non si trovava a Parma, progettava un blocco di forze che fosse in grado di fermare i fascisti ed aveva intenzione di coinvolgervi Gabriele D'Annunzio, con cui era in rapporti amichevoli. Il giorno successivo ai primi scontri in città, De Ambris era corso a Gardone Riviera per convincere il Comandante ad organizzare e dirigere un movimento di tal genere, che portasse ad una organizzazione istituzionale dello Stato italiano fondata sulla Carta del Carnaro. All'inizio del 1923 Alceste De Ambris fu assalito a Genova dagli squadristi e, salvatosi, si rifugiò in Francia. A Parma era presente suo fratello Amilcare, che contribuì attivamente a difendere la città contro l'attacco dei fascisti di Roberto Farinacci prima e di Italo Balbo dopo..
Amilcare De Ambris e lo stesso Vittorio Picelli aderirono in seguito al fascismo.